# Massimiliano Fanesi
Massimiliano Fanesi (San Benedetto del Tronto, 17 febbraio 1972) è un dirigente sportivo ed ex calciatore italiano, di ruolo attaccante.

## Carriera
Nel corso della sua carriera ha giocato per ventidue squadre diverse.
Tra il 1999 ed il 2001 ha disputato due stagione in Serie B (con Fermana e Treviso) in cui ha collezionato 59 presenze e 14 gol, più altre 3 presenze senza gol con l'Ancona ad inizio carriera, per un totale di 62 partite e 14 gol in serie cadetta. Con le 9 reti messe a segno con la Fermana nella stagione 1999-2000, l'unica disputata finora dai gialloblu in cadetteria, è tuttora il miglior marcatore dei marchigiani in Serie B.
La maggior parte della sua carriera si è svolta tra la Serie C1 e la Serie C2, in cui ha militato sino al 2006; nelle ultime stagioni ha preso parte a categorie dilettantistiche.
Nell'agosto del 1997 ha fatto parte della Nazionale universitaria italiana che in Sicilia ha vinto la medaglia d'oro al torneo di calcio della XIX Universiade.
Nell'estate del 2012 si ritira dall'attività di calciatore e diventa direttore sportivo del Martinsicuro (Eccellenza Abruzzo); a dicembre passa alla direzione tecnica della Fermana che ad aprile 2013 vince la Coppa Italia di Eccellenza ed è promossa in serie D. 
Non confermato per una rivoluzione nell'assetto societario con l'arrivo di una nuova proprietà, diventa direttore generale Sambenedettese che aveva appena vinto la serie D ma non si iscrive in C2 e riparte di nuovo dall'Eccellenza.
Nella stagione successiva (la 2014-2015) diviene di nuovo direttore sportivo della Fermana in serie D con cui il rapporto si interrompe di nuovo a fine stagione e Fanesi nel 2015 torna di nuovo alla Samb con cui però non svolge mai il ruolo di direttore sportivo ma ricopre l'incarico di dirigente amministrativo.Nel 2016 è direttore sportivo del Real Giulianova . 
Nella stagione 2020-2021 ricopre il ruolo di Direttore Generale del L'Aquila, nel campionato di Eccellenza abruzzese. Nel 2024 è consulente esterno della Sanmbenedettese

## Palmarès

### Giocatore

#### Competizioni nazionali
- Serie C1: 1

Ternana: 1991-1992

#### Nazionale
- Universiade: 1

Sicilia 1997